# Caofeidian
Caofeidian (chinesisch 曹妃甸区, Pinyin Cáofēidiàn Qū) ist ein Stadtbezirk der nordchinesischen Stadt Tangshan in der Provinz Hebei. Er wurde am 11. Juli 2012 durch den Zusammenschluss des ehemaligen Kreises Tanghai mit Teilflächen des Stadtbezirks Fengnan und des Kreises Luannan gegründet. Der Name geht auf eine Konkubine des Kaisers Lishimin, Taizong der Tang-Dynastie, zurück, die Cao Xian (曹娴) hieß und eine Fischerstochter aus Tanghai gewesen sein soll. Sie soll hier, während eines Ostfeldzugs Li Shimins unter tragischen Umständen verstorben sein. Der Kaiser ließ einen Tempel für sie errichten, dessen Ruinen noch zu Anfang der Republikzeit (1912–1949) sichtbar gewesen sein sollen. Caofeidian hat eine Fläche von 1943,72 km² und rund 220.000 Einwohner (Schätzung 2012). Der Stadtbezirk liegt direkt am Golf von Bohai und hat eine Küstenlänge von rund 80 Kilometern. Er verfügt über wichtige Überseehafen-Anlagen.

## Administrative Gliederung
Auf Gemeindeebene setzt sich Caofeidian aus drei Großgemeinden zusammen. Diese sind:
- Großgemeinde Tanghai (唐海镇) Regierungssitz des Stadtbezirks;
- Großgemeinde Binhai (滨海镇);
- Großgemeinde Liuzan (柳赞镇).

Hinzu kommen zehn Staatsfarmen und zwei staatliche Meereszuchtfarmen.